# هاكي ييتن
هاكي ييتن (بالتركية: Hakkı Yeten)‏ (3 ديسمبر 1910 – 16 أبريل 1989) هو ملاكم تركي راحل، مثّل بلاده في الألعاب الأولمبية الصيفية 1936.

## روابط خارجية
هاكي ييتن على موقع اتحاد تركيا (لاعب) (الإنجليزية)
- هاكي ييتن على موقع عالم كرة القدم.نت (الإنجليزية)